# Amblyopsis
Amblyopsis – rodzaj ryb okonkokształtnych z rodziny Amblyopsidae.

## Klasyfikacja
Gatunki zaliczane do tego rodzaju:
- Amblyopsis hoosieri
- Amblyopsis spelaea – jaskiniówka północna[3]

Gatunkiem typowym jest Amblyopsis spelaeus (=A. spelaea).